# Toledo (Ohio)
Pour les articles homonymes, voir Toledo.
Ne doit pas être confondu avec Tolède.
Toledo est la quatrième ville de l'État de l'Ohio, aux États-Unis, avec 287 208 habitants (recensement de 2010). Elle est connue de par l'histoire de son industrie comme la « Cité de verre » et comme la capitale mondiale des accessoires automobiles. La Jeep y est fabriquée depuis 1941. La ville a effectué le premier jumelage du monde avec Tolède, en Espagne.

## Histoire
Les Euro-Américains s’y installèrent la première fois en 1794, après la bataille de Fallen Timbers, par la fondation de Fort Industry. Cependant, avec la guerre de 1812, de nombreux colons s’enfuirent du secteur. Une deuxième tentative eut lieu vers 1817 par un syndicat de Cincinnati qui acheta une propriété de 974 acres (3,9 km2) à l’embouchure de Swan Creek et l'appela Port Laurent. Le syndicat échoua trois ans après, et la communauté se joignit à une autre communauté près du fleuve au nord appelée Vistula.
Les habitants des deux communautés choisirent le nom de « Toledo  » en 1820. Plusieurs légendes circulent sur le choix du nom. On raconte que l'écrivain Washington Irving, qui voyageait alors en Espagne, a suggéré le nom à son frère, un riverain ; cette explication ignore le fait qu'Irving n’est revenu aux États-Unis qu’en 1832. D'autres attribuent l'honneur à Two (« Deux ») Stickney, fils du maire qui, étrangement, numérotait ses fils et baptisait ses filles de noms d’État. La version la plus populaire attribue l'appellation à Willard J. Daniels, un négociant, qui suggéra « Toledo » parce que facile à prononcer, agréable à l’oreille, et qu’aucune autre ville de ce nom est sur le continent américain.
Le 15 janvier 1936, le premier bâtiment entièrement recouvert de verre a été construit à Toledo. Ce bâtiment de la société de verre Owens-Illinois Glass Company marqua une étape importante dans l’architecture du style international naissant, devenant de plus en plus populaire dans le pays.

### Guerre de Toledo
Un conflit presque sans sang versé entre l'Ohio et le Territoire du Michigan, appelé guerre de Toledo (1835-1836), se déroula sur une bande étroite de terre le long de la frontière de l'Indiana jusqu’au lac Érié, comprenant aujourd’hui les villes de Sylvania et Oregon. La bande de terre variant de 5 à 8 miles (13 km) en largeur a été réclamée par l’État de l'Ohio et par le Territoire du Michigan à cause de la vieille législation contradictoire fixant la limite de la frontière entre l’État de l’Ohio et le Territoire du Michigan.
Des milices des deux États ont été envoyées, mais sans combat. Le seul accident du conflit fut un shérif adjoint du Michigan — poignardé dans la jambe par Two Stickney pendant l'arrestation de son frère aîné, One Stickney — et la perte de deux chevaux, de deux porcs et quelques poulets volés dans une ferme de l’Ohio par les membres égarés de la milice du Michigan.
En fin de compte, la bande de terre fut attribuée à l’Ohio après que l’État du Michigan a reçu en échange la péninsule Supérieure. L'avenue Stickney, à Toledo, est nommée en souvenir de One et Two Stickney.

## Politique
| Période                                  | Période          | Identité           | Étiquette   | Qualité |
| ---------------------------------------- | ---------------- | ------------------ | ----------- | ------- |
| Les données manquantes sont à compléter. |                  |                    |             |         |
| 1967                                     | 1971             | William J. Ensign  | Démocrate   |         |
| 1971                                     | 1976             | Harry W. Kessler   | Démocrate   |         |
| 1977                                     | 1983             | Douglas DeGood     | Démocrate   |         |
| 1983                                     | 1990             | Donna Owens        | Démocrate   |         |
| 1990                                     | 31 décembre 1994 | John McHugh        | Démocrate   |         |
| 1er janvier 1994                         | 2002             | Carty Finkbeiner   | Démocrate   |         |
| 2002                                     | 3 janvier 2006   | Jack Ford          | Démocrate   |         |
| 3 janvier 2006                           | 4 janvier 2010   | Carty Finkbeiner   | Démocrate   |         |
| 4 janvier 2010                           | 4 janvier 2014   | Michael Bell       | Indépendant |         |
| 2 janvier 2014                           | 6 février 2015   | D. Michael Collins | Indépendant |         |
| 6 février 2015                           | 2 janvier 2018   | Paula Hicks-Hudson | Démocrate   |         |
| 2 janvier 2018                           | En cours         | Wade Kapszukiewicz | Démocrate   |         |

## Transports
- Aéroport de Toledo Express

## Démographie

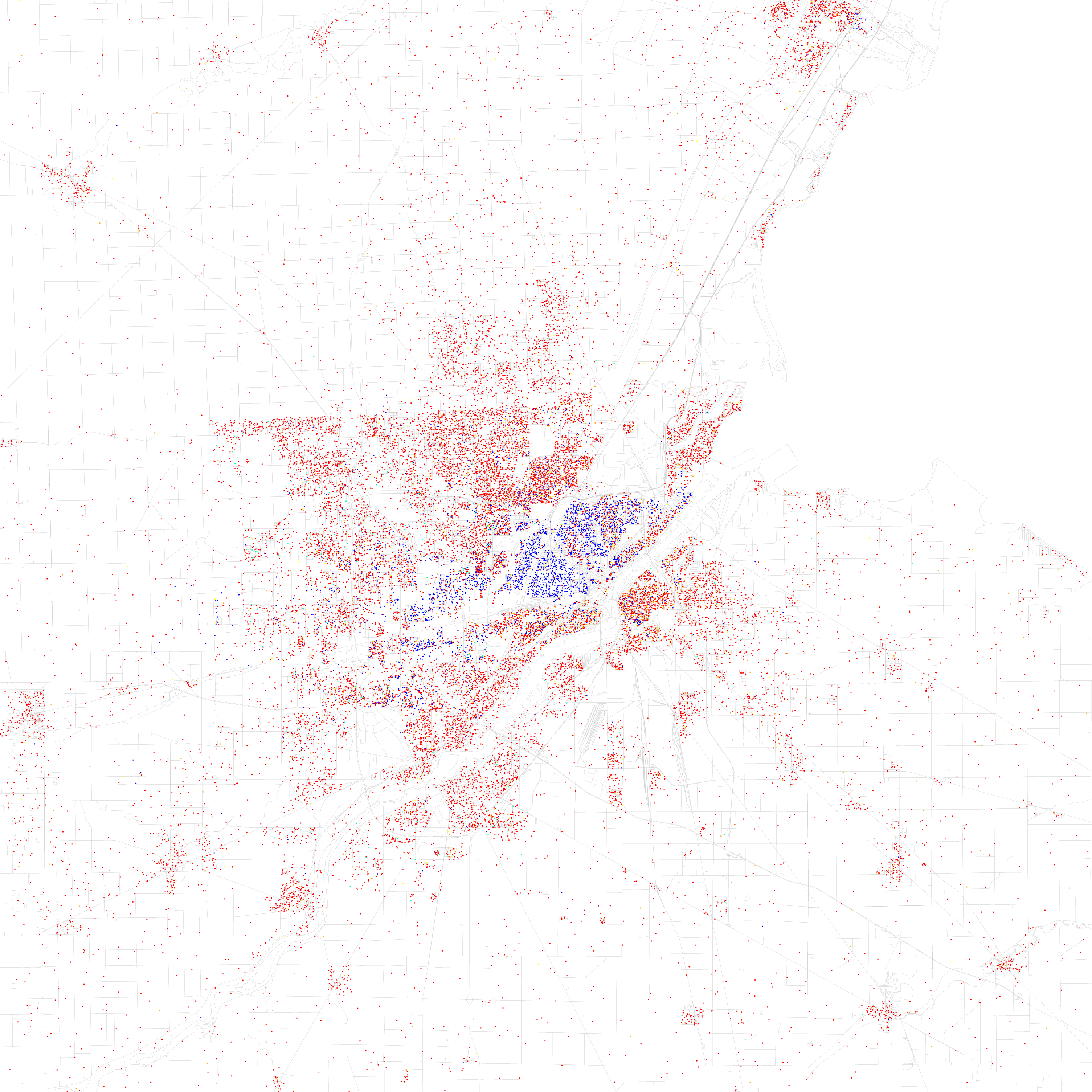
Distribution des groupes ethniques en 2010. Chaque point représente 25 personnes : Blancs non hispaniques, Noirs, Asiatiques, Latinos et autres

| Groupe                           | Toledo | Ohio | États-Unis |
| -------------------------------- | ------ | ---- | ---------- |
| Blancs                           | 64,8   | 82,7 | 72,4       |
| Afro-Américains                  | 27,2   | 12,2 | 12,6       |
| Métis                            | 3,9    | 2,1  | 2,9        |
| Autres                           | 2,6    | 1,2  | 6,4        |
| Asiatiques                       | 1,1    | 1,7  | 4,8        |
| Amérindiens                      | 0,4    | 0,2  | 0,9        |
| Total                            | 100    | 100  | 100        |
|                                  |        |      |            |
| Hispaniques et Latino-Américains | 7,4    | 3,1  | 16,7       |

### Langues
Selon l'American Community Survey, pour la période 2011-2015, 93,41 % de la population âgée de plus de 5 ans déclare parler anglais à la maison, alors que 3,31 % déclare parler l'espagnol, 0,83 % l'arabe et 2,45 % une autre langue.

### Revenus
Le revenu par habitant était en moyenne de 20 317 dollars par an entre 2012 et 2016, largement inférieur à la moyenne de l'Ohio (27 800 dollars), et à la moyenne nationale (29 829 dollars). Sur cette même période, 27,5 % des habitants de Toledo vivaient sous le seuil de pauvreté (contre 14,6 % dans l'État et 12,7 % à l'échelle des États-Unis).

## Jumelages
La ville de Toledo est jumelée avec :
- plaine de la Bekaa (Liban)
- Csongrád (Hongrie)
- Delmenhorst (Allemagne)
- Londrina (Brésil)
- Poznań (Pologne) depuis le 6 avril 1991
- Qinhuangdao (Chine)
- Szeged (Hongrie)
- Tanga (Tanzanie)
- Tolède (Espagne) depuis 1931 (le premier jumelage du monde)
- Toyohashi (Japon)

Pactes d’amitié
- Banja Luka (Bosnie-Herzégovine)
- Nikopol (Ukraine)
- Pohang (Corée du Sud)
- Tomsk (Russie)

## Culture
- Musée d'Art de Toledo